# Per Kirkeby

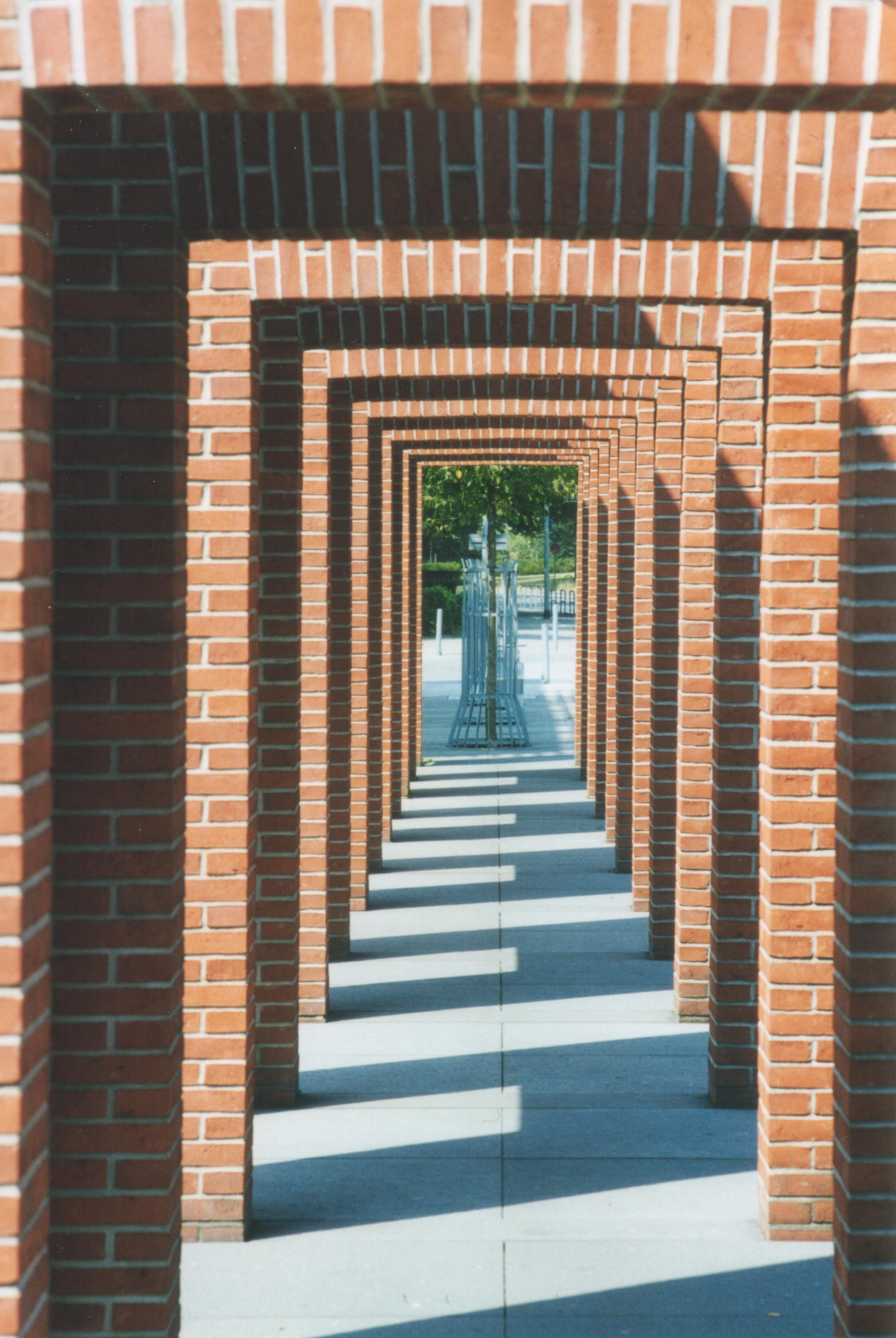
Escultura em frente da Biblioteca Nacional da Alemanha (Frankfurt am Main).

Per Kirkeby (Copenhaga, 1 de setembro de 1938 - 9 de maio de 2018) foi um pintor, poeta, cineasta e escultor dinamarquês.

## Biografia
Escultura de tijolos de Per Kirkeby em frente à Biblioteca Nacional Alemã em Frankfurt / Main, Alemanha.
Quando Kirkeby concluiu o mestrado em geologia ártica na Universidade de Copenhagen em 1964, ele já fazia parte da importante escola de arte experimental "eks-skolen". Seu interesse por geologia e outros aspectos do mundo natural foi fundamental e característico de sua arte. Kirkeby trabalhou como pintor, escultor, escritor e gravador.
Kirkeby lecionou como professor no Karlsruhe Institute of Technology (1978–89) e na Städelschule em Frankfurt am Main (1989–2000). Per Kirkeby foi membro da Academia Dinamarquesa desde 1982. Em 1997 tornou-se Cavaleiro da Ordem de Dannebrog.
Suas obras foram exibidas em todo o mundo e estão representadas em muitas coleções públicas importantes, por exemplo, Tate, Londres; Metropolitan Museum of Art, Nova York; Museu de Arte Moderna, Nova York, Centre Pompidou, Paris.

## Vida pessoal
De 1979 a 2002, Per Kirkeby foi casado com a produtora de cinema Vibeke Windeløv. De 2005 até sua morte, foi casado com a redatora Mari Anne Duus Jørgensen. Ele teve quatro filhos; duas filhas, dois filhos.